# Gößnitz (Autriche)
Gößnitz est une ancienne commune autrichienne du district de Voitsberg en Styrie.
Elle est aujourd'hui intégrée à la municipalité de Maria Lankowitz.